# 星花草属
星花草属（学名：Cephalostingma）是桔梗科下的一个属，为一年生直立小草本植物。该属共有10种，分布于热带地区。